# 楊甘陵
楊甘陵（1926年6月6日—2015年10月24日），台灣第一位考取日本官方正式證照的樹醫生。

## 簡歷
- 1926年（日昭和元年）：6月6日出生於台灣新竹
- 1959年 (民國48年) : 岳父黃火炎透過朋友協助成立「甘霖土木包工業」
- 1973年（民國62年）：發現新竹市多處路樹生病，書寫「新竹市植物調查報告建議書」給當時的市長林樹華並受到重視研擬勘察治療辦法
- 1983年（民國72年）：擔任新竹市樹石藝術學會顧問
- 1987年（民國76年）：擔任中華民國花藝設計協會新竹市分會顧問
- 1988年（民國77年）：3月10日財團法人新竹學租財團附設松柏學院園藝老師
- 1990年（民國79年）：6月擔任建功國小七十九學年度愛心義務工作隊、9月21日新竹市政府聘為長青學苑園藝教師
- 1991年（民國80年）：5月擔任新竹市警局義勇警察大隊督導
- 1993年（民國82年）：在教授的鼓勵下參加日本樹醫國家考試，為期14天。成為首位除日本本國外得到「樹醫認證」執照的第一人。日本樹木醫認定登錄227號
- 1994年（民國83年）：發明植物氧氣筒，申請到日本和台灣的專利權
- 1995年（民國84年）：4月19日獲頒專利證書。台灣專利字號8321101號
- 1997年（民國86年）：接受嘉義林管處委託醫治阿里山櫻花樹，楊醫師因而聲名大噪
- 1999年（民國88年）：3月擔任綠政委員會委員
- 2000年（民國89年）：10月擔任台北市文化局樹木諮詢小組委員會、新竹市茶花園藝研究學會第七屆名譽會長、台北市文化局聘書
- 2002年（民國91年）：擔任日本海外實習客座教授、日本客座教授聘書
- 2005年 (民國94年) ：10月28日名列新竹市文化局出版的"新竹市名人錄"

## 家族
孫女：楊淳婷